# Fuso orario di Ekaterinburg
| Verde scuro | Fuso orario di Kaliningrad (UTC+2).    |
| Rosso       | Fuso orario di Mosca (UTC+3).          |
| Celeste     | Fuso orario di Samara (UTC+4).         |
| Giallo      | Fuso orario di Ekaterinburg (UTC+5).   |
| Ciano       | Fuso orario di Omsk (UTC+6).           |
| Pistacchio  | Fuso orario di Krasnojarsk (UTC+7).    |
| Viola       | Fuso orario di Irkutsk (UTC+8).        |
| Blu         | Fuso orario di Jakutsk (UTC+9).        |
| Verde       | Fuso orario di Vladivostok (UTC+10).   |
| Albicocca   | Fuso orario di Srednekolymsk (UTC+11). |
| Rosso scuro | Fuso orario della Kamčatka (UTC+12).   |

Il fuso orario di Ekaterinburg (in russo екатеринбургское время?, ekaterinburgskoe vremja, in inglese Yekaterinburg Time, sigla YEKT) è il quarto degli undici fusi orari in cui è ripartito il territorio della Federazione Russa dal 26 ottobre 2014, per effetto della legge federale del 3 giugno 2011 n. 107-F3 "Sul calcolo del tempo", così come modificata in data 21 luglio 2014.
Tale fuso orario corrisponde allo standard internazionale UTC+5 e si colloca due ore in anticipo rispetto al fuso orario di Mosca (MSK+2). Prende nome dalla città di Ekaterinburg e costituisce l'orario ufficiale dell'intero Circondario federale degli Urali e inoltre di Baschiria, Oblast' di Orenburg e Territorio di Perm'.
Come tutti i fusi orari della Federazione Russa, il fuso di Ekaterinburg non prevede il passaggio all'ora legale.

## Territori compresi nel fuso orario di Ekaterinburg
- Circondario federale degli Urali:
  -  Oblast' di Čeljabinsk
  -  Oblast' di Kurgan
  -  Oblast' di Sverdlovsk
  -  Oblast' di Tjumen'
    -  Circondario autonomo degli Chanty-Mansi-Jugra
    -  Circondario autonomo Jamalo-Nenec
- Circondario federale del Volga:
  -  Baschiria
  -  Oblast' di Orenburg
  -  Territorio di Perm'